# Doenitzius
Doenitzius Oi, 1960 è un genere di ragni appartenente alla famiglia Linyphiidae.

## Distribuzione
Le due specie oggi note di questo genere sono state rinvenute in Corea, Giappone, Russia e Cina.

## Tassonomia
Dal 2009 non sono stati esaminati esemplari di questo genere.
A dicembre 2012, si compone di due specie:
- Doenitzius peniculus Oi, 1960[3] — Corea, Giappone
- Doenitzius pruvus Oi, 1960 — Russia, Cina, Corea, Giappone